# アテネの廃墟

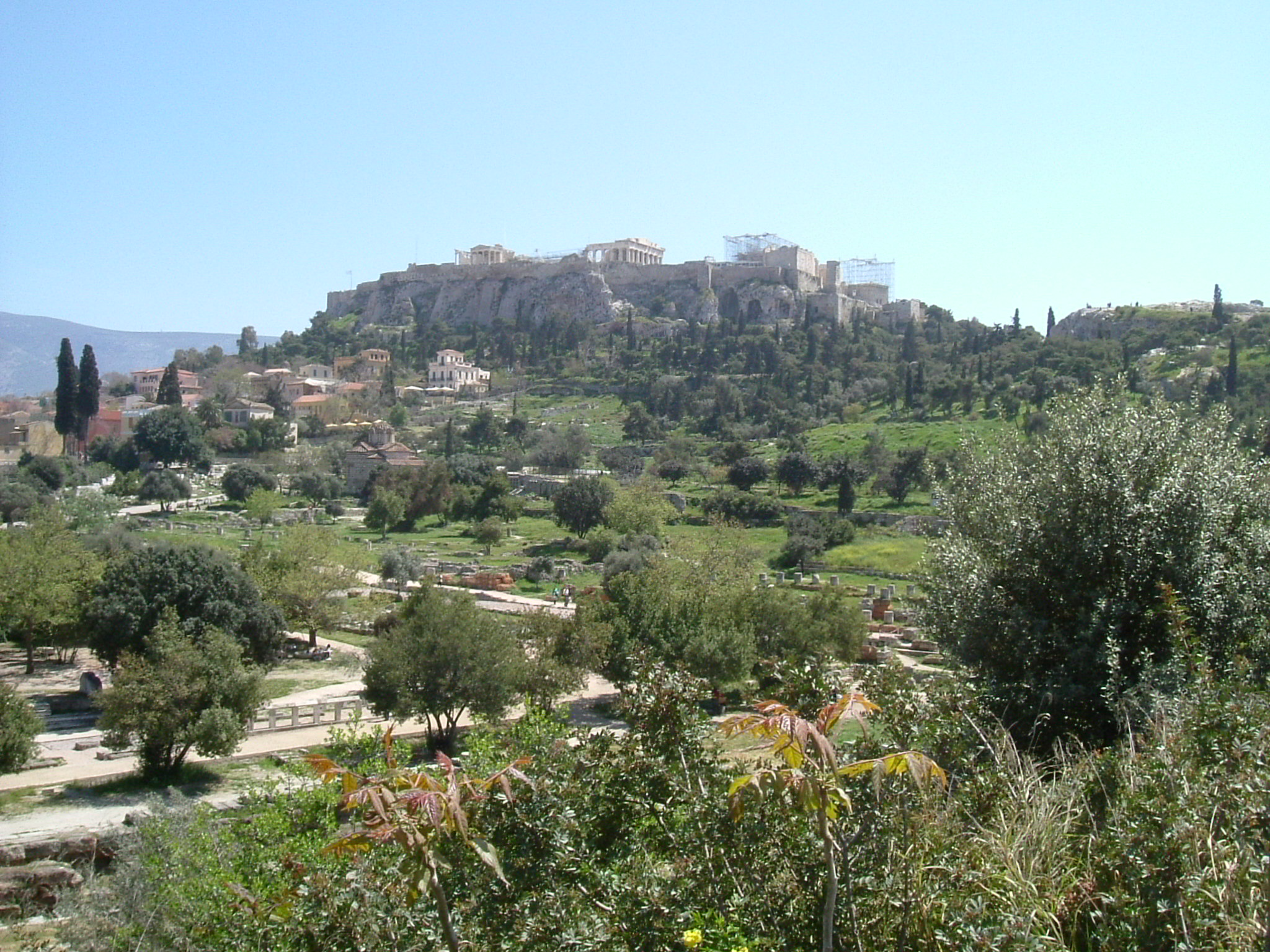
アテナイのアクロポリス

『アテネの廃墟』（アテネのはいきょ、独: Die Ruinen von Athen）作品113は、ルートヴィヒ・ヴァン・ベートーヴェンが作曲した劇付随音楽。その中の第4曲「トルコ行進曲」が有名。また「祝祭劇」とも呼ばれる。

## 概要

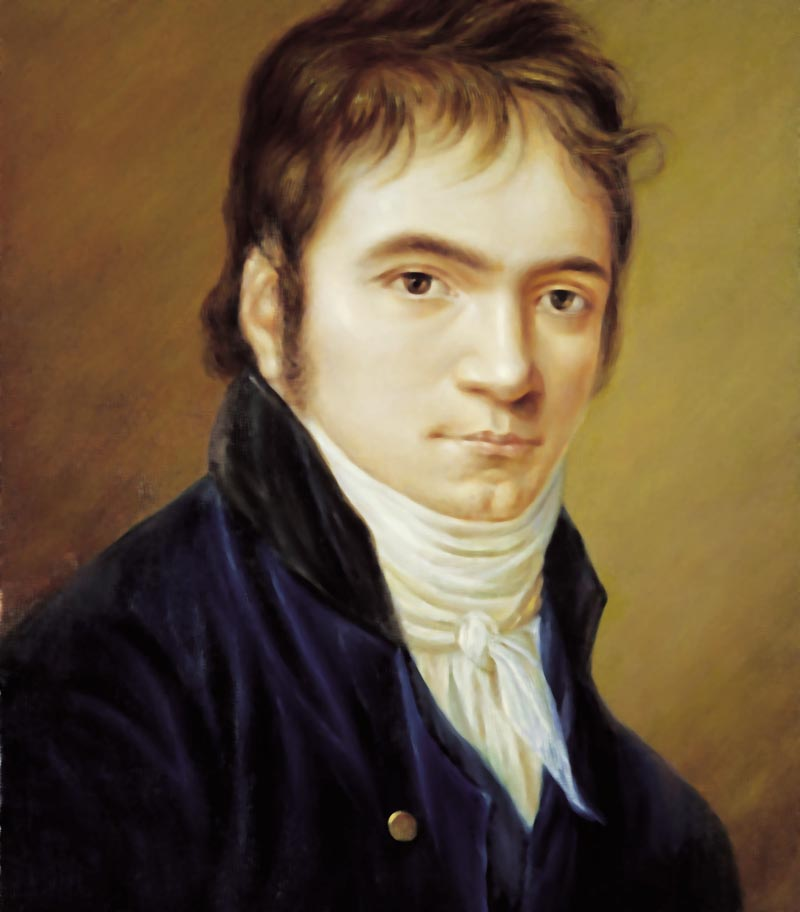
ベートーヴェン（1803年、この曲を作曲し始める約8年前）

この付随音楽は、アウグスト・フォン・コツェブーの同名の戯曲に基づいて、1811年秋から1812年にかけて作曲された。元々1811年の10月21日に、ハンガリーのペスト市（現ブダペスト）に新設されたドイツ劇場のこけら落としが行われる予定であったが、開場が遅延したため翌年2月9日に改めて初演された（同時に『シュテファン王』も上演されている）。またこの時はコツェブーの戯曲とベートーヴェンの付随音楽と共に初演されている。その後、付随音楽はあまり演奏される機会がなくなり、ベートーヴェン自身この作品を「気晴らしの小品」と呼んでいた。
なお1814年1月2日に行われた演奏会で、彼はこの付随音楽の第6、7、8曲を交響曲『ウェリントンの勝利またはビトリアの戦い』（戦争交響曲）と共にプログラムを組んでおり、その際演奏会のクライマックスで、覆いが取れて皇帝の肖像画があらわれるという仕掛けを思いつき、それをこの上なく素晴らしい演出だと自負したという逸話がある。ベートーヴェンが極めて自分の思うところを率直に具体化した好例といえる。
現在は序曲と「トルコ行進曲」以外ほとんど演奏されないが、「トルコ行進曲」はピアノ用の編曲でも親しまれている。

## 出版・献呈
序曲のみ1823年にウィーンのシュタイナー社から出版され、全曲のスコアは1846年にウィーンのアルタリア社より出版されている。本作はプロイセン王フリードリヒ・ヴィルヘルム4世に献呈された。

## 楽器編成
ピッコロ、フルート2、オーボエ2、クラリネット2、ファゴット2、コントラファゴット、ホルン4、トランペット2、トロンボーン3、ティンパニ、シンバル、トライアングル、弦五部、ソプラノ独唱、バス独唱、合唱

### 序曲の楽器編成
フルート2、オーボエ2、クラリネット2、ファゴット2、ホルン4、トランペット2、ティンパニ、弦五部

## あらすじ
知恵の女神ミネルヴァはソクラテスに対する嫉妬心から裁判所で彼を弁護をせず、その罪として彼女はゼウスによって2000年の眠りに就かされる。そして2000年の眠りが終わった時、ミネルヴァが目を覚まし、メルクリウスによってアテネへ連れて行かれる。彼女は愛するアテネが瓦礫と化し、トルコの支配下にあるのを見て愕然とする。ローマも似た荒廃ぶりだと教えられる。メルクリウスによれば、ミューズたちはハンガリーのペストへ逃れたという。そこでミネルヴァとメルクリウスはペストへ旅立ち、この地で人間が神々とミューズたちに忠誠を尽くしているのを見出す。ペストは新しいアテネとして蘇ってゆく。

## 楽曲解説

### 序曲
序曲はアンダンテ・コン・モート（ト短調、8分の6拍子）－マルチア・モデラート（ト長調、4分の4拍子）の序奏とアレグロ・マ・ノン・トロッポ（ト長調、2分の2拍子）の自由な3部形式による主部から成り、作品の序曲に相応しく明るくのびやかな気分に満たされている。また他の序曲と比べて、本作は比較的小規模（演奏時間は約5分ほど）である。
序曲は劇中の音楽からの引用が見られ、序奏では第2曲の動機が扱われ、またその中の行進曲（オーボエの旋律による）は第6曲の旋律に基づいている。

### トルコ行進曲(en:Turkish_March_(Beethoven))
ヴィヴァーチェ（変ロ長調、4分の2拍子）の行進曲。付随音楽では第4曲に含まれる楽曲である。この音楽の主題はピアノのための『創作主題による6つの変奏曲』（作品76）から採られており、主題はベートーヴェンのオリジナルであるが、かつてはロシア民謡からの引用とする説も挙げられていた（現在は否定されている）。またピアノ用に編曲されており、こちらも幅広く親しまれている（アントン・ルビンシテインによる編曲もある）。

## 構成
序曲と8曲の楽曲で構成される。
- 序曲（Ouvertüre）
- 第1曲 合唱 「力強いゼウスの娘よ」（Tochter des mächtigen Zeus）
- 第2曲 二重唱 「罪もなく、奴隷の身に耐え」（Ohne Verschulden Knechtschaft dulden）
- 第3曲 回教僧の合唱 「神は衣の袖に月を抱いて」（Du hast in deines Ärmels Falten）
- 第4曲 トルコ行進曲（Marcia alla turca）
- 第5曲 舞台裏からの音楽（Zwischenmusik）
- 第6曲 行進曲と合唱（Schmückt die Altare）
- 第7曲 合唱 「感じやすい心で」（Wir tragen empfängliche Herzen im Busen）
- 第8曲 合唱 「国王万歳」（Heil unserm König! Heil!）

## 編曲
フランツ・リストは1852年（1837年頃とも）に本作の主題を用いてピアノと管弦楽のための『幻想曲』（S.122）に編曲している。また1924年にリヒャルト・シュトラウスとフーゴ・フォン・ホフマンスタールによって舞踏と合唱を伴う作品として改編されている（R.シュトラウスの作品番号ではAV.190）。また、第3曲「回教僧の合唱」はレオポルト・アウアーによるヴァイオリン独奏版、カミーユ・サン＝サーンスによるピアノ独奏版が存在する。

## 録音
近年になってバレエ音楽『プロメテウスの創造物』や『エグモント』と同様に全曲の録音が増えつつあるが、それらと比べると決して多いとは言えない。ベルンハルト・クレーやハンス・フーベルト・シェーンツェラーによる録音が残されている。
| 指揮者                               | 管弦楽団・合唱団                                   | 出演者                                                                    | 録音年 | レーベル     |
| ------------------------------------ | -------------------------------------------------- | ------------------------------------------------------------------------- | ------ | ------------ |
| ハンス＝フーベルト・シェーンツェラー | ベルリン交響楽団、ベルリン・コンサート合唱団       | N・スターリング(Neumar StarlingN) ヴラディーミル・デ・カネル(V.de.Kanell) | ?      | ブリリアント |
| ベルンハルト・クレー                 | ベルリン・フィルハーモニー管弦楽団、RIAS室内合唱団 | アーリン・オジェー(S) クラウス・ヒルテ(Br) フランツ・クラス(Bs)           | 1970   | DG           |